# The Dark Side of the Moon 50th Anniversary
The Dark Side of the Moon 50th Anniversary és una reedició de la caixa recopilatòria de l'àlbum original de 1973 de la banda anglesa de rock progressiu Pink Floyd. Va ser editada el 24 de març de 2023 sota el segell discogràfic Pink Floyd Records. Es van editar cinc senzills, únicament en format digital, per donar suport al conjunt.

## Continguts
La caixa inclou una remasterització del 2023 de l'àlbum The Dark Side of the Moon de James Guthrie presentat en vinil i CD; una versió remasteritzada de The Dark Side of the Moon Live at Wembley 1974 en vinil i CD; dos Blue-ray i un DVD amb una mescla amb so envoltant 5.1 (2003), una mescla Dolby Atmos (2023) i una versió d'alta qualitat de la barreja estèreo. Altres elements que apareixen a la recopilació inclouen un llibre de 160 pàgines amb fotografies de les gires de 1973-1974 fetes per Jill Furmanovsky, Aubrey Powell, Peter Christopherson i Storm Thorgerson; un cançoner de 76 pàgines que conté partitures de l'àlbum original; dos senzills de set polzades de «Money»/«Any Color You Like» i «Time»/«Us and Them»; una rèplica del fulletó i una invitació a l'acte de llançament de l'àlbum al Planetari de Londres el 27 de febrer de 1973; i quatre pòsters, dos dels quals són rèpliques dels pòsters originals subministrats amb l'àlbum. El llibre de tapa dura i l'àlbum en directe de Wembley també estan disponibles com a edicions independents. Aquesta també és la primera vegada que The Dark Side of the Moon Live at Wembley 1974 està disponible en vinil i com a llançament independent. Abans només estava disponible com a part de les edicions Immersion and Experience de l'àlbum (2011).

## Esdeveniments relacionats
De manera similar al que es va fer al planetari de 1973, l'àlbum es va reproduir als planetaris, a nivell mundial, durant tot el març de 2023.
Durant la setmana prèvia al llançament de la caixa, es van publicar una sèrie de vídeos breus al canal de YouTube de Pink Floyd titulats 50 Years in a Heartbeat – the Making of The Dark Side of the Moon que inclouen imatges d'arxiu de la banda parlant sobre l'àlbum, així com noves imatges dels implicats en el disseny al plató del 50è aniversari.
El 19 de gener de 2023, es va penjar un vídeo al canal de YouTube de Pink Floyd, amb Nick Mason anunciant el concurs d'animació Dark Side. Professionals i estudiants havien de crear i enviar vídeos musicals de les cançons de l'àlbum. Un any més tard, els guanyadors van ser seleccionats per Mason, Aubrey Powell i el British Film Institute i anunciats el 29 de març de 2024. L'animació guanyadora va ser «Brain Damage», animada pels animadors georgians Rati Dabrundashvili i Nastassja Nikitina. El concurs va enfrontar-se a una reacció negativa quan l'animació escollida per a «Any Colour You Like» es va crear amb el model de text a imatge d'IA Stable Diffusion. El canal de YouTube de Pink Floyd va incloure llistes de reproducció de totes les presentacions guanyadores del concurs.

## Llistat de cançons

### The Dark Side of the Moon (remasterització de 2023)
Totes les lletres estan escrites per Roger Waters. Composició vocal a «The Great Gig in the Sky» de Clare Torry. Els temps de reproducció de les pistes són per a l'edició en CD de la remasterització de 2023, que difereix lleugerament de les versions anteriors.
| 1.            | «Speak to Me»              | Instrumental   | 1:12  |
| 2.            | «Breathe (In the Air)»     | Gilmour        | 2:46  |
| 3.            | «On the Run»               | Instrumental   | 3:33  |
| 4.            | «Time»                     | Gilmour Wright | 7:06  |
| 5.            | «The Great Gig in the Sky» | Torry          | 4:44  |
| Durada total: | Durada total:              | Durada total:  | 19:21 |

| Núm.          | Títol         | Lead vocals   | Durada      |
| ------------- | ------------- | ------------- | ----------- |
| Durada total: | Durada total: | Durada total: | 23:37 42:58 |

### The Dark Side of the Moon Live at Wembley 1974
Els temps són per a les versions en CD i digitals. La versió LP té versions més curtes de «Money», «Any Color You Like» i «Eclipse».
| 1.            | «Speak to Me»              | 2:46  |
| 2.            | «Breathe (In the Air)»     | 2:51  |
| 3.            | «On the Run»               | 5:09  |
| 4.            | «Time»                     | 6:32  |
| 5.            | «The Great Gig in the Sky» | 6:50  |
| Durada total: | Durada total:              | 24:08 |

Money/Any Colour You Like - Senzill de 7".
| 1. | «Money» | 4:02 |

| Núm.          | Títol         | Durada |
| ------------- | ------------- | ------ |
| Durada total: | Durada total: | 7:17   |

Us And Them/Time 7" Single
| 1.            | «Time»        | 3:33 |
| Durada total: | Durada total: | 6:50 |

## Crèdits
The Dark Side of the Moon
Pink Floyd
- David Gilmour - veu, guitarres, EMS Synthi AKS
- Nick Mason – bateria, percussió, efectes de cinta
- Roger Waters : baix, veu, VCS 3, efectes de cinta
- Richard Wright - orgue (Hammond i Farfisa), piano, piano elèctric (Wurlitzer i Rhodes), VCS 3, Synthi AKS, veu

| Músics addicionals - Dick Parry - saxòfon a "Us and Them" i "Money" - Clare Torry - veu a "The Great Gig in the Sky" - Doris Troy – cors de suport - Lesley Duncan – cors de suport - Liza Strike - cors de suport - Barry St. John – cors de suport | Producció - Alan Parsons – enginyeria - Peter James: ajudant d'enginyer - Chris Thomas – supervisor de mescla - James Guthrie – masterització - Joel Plante – mastering Disseny - Hipgnosis: disseny de mànigues, fotografia - Storm Thorgerson – fotografia prismàtica - Tony May - fotografia prisma - George Hardie - art de la màniga, art dels adhesius - Roger Waters – Concepte gràfic Heartbeat - Peter Curzon – disseny de reedició - StormStudios: disseny de reedició |

The Dark Side of the Moon Live at Wembley 1974
Pink Floyd
- David Gilmour - guitarres, veu, orgue Hammond a "The Great Gig in the Sky"
- Roger Waters – baix, veu
- Richard Wright: teclats, veus, coordinador d'Azimuth
- Nick Mason – bateria, percussió

amb
- Dick Parry - saxòfons
- The Blackberries: veu de suport, veu principal a "The Great Gig in the Sky"
  - Vanetta Fields
  - Carlena Williams

## Posició a les llistes
| Llista (2023)                      | Posició més alta |
| ---------------------------------- | ---------------- |
| Àlbums australians ( ARIA )        | 12               |
| Àlbums de Nova Zelanda ( RMNZ )    | 19               |
| Àlbums suecs ( Sverigetopplistan ) | 26               |